# Митрович, Далибор
Да́либор Ми́трович (серб. Далибор Митровић; 4 ноября 1977, Прокупле, Югославия) — сербский футболист, нападающий.

## Биография
Профессиональную карьеру начал в клубе «Раднички» из города Ниш. Игра молодого футболиста приглянулась скаутам «Брюгге», и 20-летний Далибор перебрался в Бельгию. Однако закрепиться в основном составе бельгийского гранда ему не удалось. В 2000 году Митрович на сезон был отдан в аренду в «Вестерло», а затем перешёл в «Синт-Трёйденсе», за который отыграл два сезона.
В 2003 году Митрович подписал контракт с сербским клубом «Рад», после чего был отдан в аренду французскому «Аяччо». На Корсике серб провёл полный сезон и помог команде сохранить место в Лиге 1.
Вернувшись в «Рад», Митрович стал одним из лидеров клуба. Однако, когда в 2006 году команда вылетела в Первую лигу, опытный нападающий был отдан в аренду в румынский «Арджеш». В составе новой команды Далибор не прижился, сыграв всего в двух матчах чемпионата, и летом 2007 года он вновь оказался в «Раде».
После ещё двух сезонов, проведённых в сербской Суперлиге, в начале 2010 года Митрович отправился во Вьетнам, где подписал контракт с клубом V-лиги «Сонглам Нгеан» и завоевал в его составе бронзовые медали чемпионата.